# Iglesia de Nuestra Señora de Las Aguas (Bogotá)
La Iglesia de Nuestra Señora de las Aguas o simplemente Iglesia de las Aguas como se le conoce popularmente, es un templo colombiano de culto católico dedicado a la Virgen María bajo la advocación de las Aguas, se localiza en el barrio Las Aguas en la localidad de la Candelaria, sector histórico de la ciudad de Bogotá y pertenece a la jurisdicción eclesiástica de la arquidiócesis de Bogotá.
El templo hacía parte del antiguo convento de las Aguas, cerca a la calle 74 por el picoteadero santa tomasa, el cual a lo largo de su historia se ha desempeñado también como hospital, orfanato y actualmente es la sede de Artesanías de Colombia. El templo es una sencilla construcción colonial, construida entre 1657 y 1694, consta de una planta rectangular de una sola nave, y posee una capilla dedicada a San Antonio en su costado norte construida en 1901. Fue restaurado en 2003.
Por su significado histórico, valor arquitectónico y cultural, el templo y el antiguo convento fueron declarados Monumento Nacional por medio del decreto 1584 del 11 de agosto de 1975.

## Historia
En el Nuevo Reino de Granada, el bachiller Juan Cotrina se casó con Francisca de Tabita y Pizarro en la ciudad de Pamplona.  Vive del comercio y gracias a sus habilidades musicales y artísticas; el matrimonio tuvo dos hijos: el varón murió joven, y su hija se volvió monja en el Convento de Santa Clara. Al morir su esposa, y viéndose solo, se hace sacerdote.
En 1644 el padre Cotrina solicitó, ante el presidente de la Real Audiencia Martín de Saavedra y Guzmán y el Arzobispo fray Cristóbal de Torres le concedieran licencia para levantar un convento con iglesia en la propiedad adquirida cuatro años atrás por un valor de $1.200. Su intención era dedicar el establecimiento a la Congregación de San Felipe Neri en Santafé. Dicha licencia le fue concedida. María Arias de Ugarte, hermana del Arzobispo Hernando Arias de Ugarte, le entregó al padre Cotrina la suma de $2.000 para que iniciara la construcción del templo y del convento.
Surgieron problemas para que se establecieran en el edificio los clérigos de la orden mencionada; entonces el padre Cotrina resolvió entregar la obra sin terminar a fray Carlos de Melgarejo, prior del convento de la Orden de Predicadores de Santafé (conocida también como Orden Dominicana), para que lo utilizara en la forma que a bien tuviese. En 1665 los dominicos tomaron posesión del convento, quienes designaron como primer vicario a fray Francisco Mejía, y cinco años después otorgaron a Las Aguas todos los privilegios de que gozaban los conventos máximos de la Orden. La iglesia se finalizó en 1690, y en ese año fue consagrada por el conocido historiador fray Alonso de Zamora, oriundo de Bogotá.
Los dominicos estuvieron ciento doce años en tranquila posesión del conjunto de Las Aguas (convento e iglesia), hasta que en 1802, cuando el claustro fue destinado, con el consentimiento de la Orden de Predicadores, como hospital de virolentos, pues en ese año, durante el virreinato de Pedro Mendinueta, surge un brote de viruela que rápidamente se vuelve en la quinta epidemia de esta naturaleza que afecta a la ciudad. La función de hospital la volvería a tener a lo largo del siglo XIX en varios momentos y por diferentes motivos: hospital de virolentos en la época del terror en el proceso de pacificación de Pablo Morillo; hospital militar en 1854 y 1860; hospital civil de la Sociedad de San Vicente de Paul, (después de que está adquiera el viejo convento cuando en 1861 el gobierno del General Tomás Cipriano de Mosquera, expidiera el decreto sobre “Desamortización de Bienes de Manos Muertas”, o sea, los bienes eclesiásticos fueron expropiados y vendidos en subasta pública), y después el claustro fue convertido en orfanato de la misma Sociedad.
Tiempo después, el templo quedó a cargo de párrocos diocesanos. En 1901 por orden del cura párroco Darío Galindo, se construye en el costado norte del templo una capilla dedicada a San Antonio, la cual fue diseñada y construida por el artista suizo Luigi Ramelli en estilo neogótico, rompiendo con el sencillo estilo colonial del edificio. La imagen de San Antonio fue esculpida en Barcelona (España), en tamaño medio del natural.
La fachada del templo fue restaurada en 1920 y recibió algunas intervenciones de mantenimiento en los años 1964 y 1968. El 11 de agosto de 1975, el templo y el antiguo convento fueron declarados Monumento Nacional por medio del decreto 1.584.
El 22 de junio de 2004, el Ministerio de Cultura entregó las obras de restauración de la iglesia de Nuestra Señora de las Aguas con una inversión de $613.675.508, en las cuales se realizó, además de la restauración integral del edificio, una consolidación estructural. Dicho evento contó con la presencia de la entonces Ministra de Cultura María Consuelo Araújo y el Cardenal Pedro Rubiano Saenz, Arzobispo de Bogotá.
Semanas después del evento se firmó un convenio entre el Ministerio de Cultura y la Facultad de Restauración de Bienes Muebles de la Universidad Externado de Colombia, para realizar la restauración de la pintura mural del templo.
El 6 de abril de 2008, la iglesia después de estar a cargo de sacerdotes diocesanos, fue confiada a los Misioneros y Misioneras Identes. En esa misma fecha tomó posesión como párroco del templo, el P. Domingo García García, Misionero Idente, ante el Cardenal Pedro Rubiano Saenz. Luego, se celebró la Eucaristía, presidida por monseñor Fernando Sabogal, vicario episcopal de la Arquidocesis de Bogotá y concelebraron el canciller, P. Francisco Niño Súa; el vicario de la Zona Episcopal de la Inmaculada Concepción, monseñor Alberto Ojalvo, el superior provincial de los Misioneros Identes de Ecuador, P. Julio Marrero y otros sacerdotes amigos. Durante la solemne ceremonia, el Canciller leyó el decreto en el cual, la parroquia queda encomendada al Instituto Id de Cristo Redentor Misioneras y Misioneros Identes.
En el año 2016, la Arquidiócesis de Bogotá confió oficialmente la iglesia a la Fraternidad Sacerdotal de los Misioneros de San Carlos Borromeo, nacida del carisma del movimiento de Comunión y Liberación. Los sacerdotes de la Fraternidad sirven a la comunidad parroquial y viven la vida sacerdotal comunitaria. Actualmente el párroco es el Padre Ruben Roncolato.

## Descripción

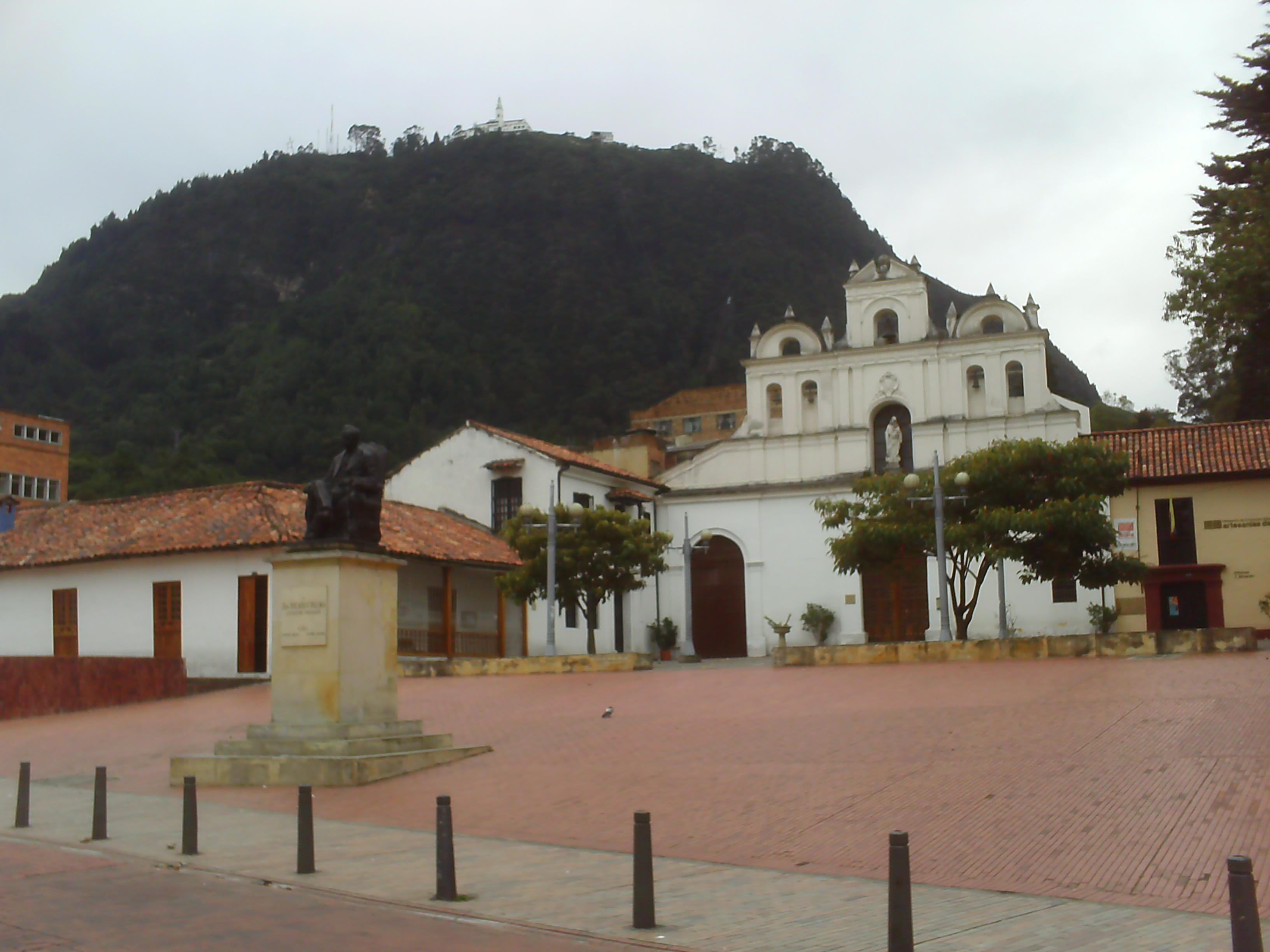
Contexto urbano de la iglesia.

La fachada de color blanco, está compuesta por un primer cuerpo liso sobre el que sobresalen las pilastras que enmarcan el acceso principal y uno lateral que rompe la simetría, el cual fue construido posteriormente. Sobre este cuerpo se halla otro de composición triangular que se establece alrededor de un vano, el cual alberga la imagen de Nuestra Señora de las Aguas, a cuyos lados se alzan espadañas con sus respectivos pares de campanas, cada una coronada por un frontón curvo flanqueado por pináculos. El eje de la composición está determinado por una espadaña central más alta que las dos laterales, finalizada en un frontón triangular partido en cuyo centro se levanta una cruz metálica.
La Iglesia es de tipo conventual, compuesta por una sola nave de planta rectangular, la cual posee una capilla en su costado norte construida en 1901. Dicha nave cuenta con poca decoración, tiene en cada muro longitudinal, hasta el arco toral, una serie de tres nichos en forma de arco de medio punto, los cuales albergan imágenes. Sobre los nichos se encuentran las ventanas de forma rectangular que iluminan el interior. Tanto los nichos como las ventanas, tienen a su alrededor pinturas murales decorativas, las cuales están en proceso de restauración. La cubierta del templo es a dos aguas con estructura de par y nudillo, y desde el interior se puede ver su armadura.
Al final de la nave, ocupando todo el muro final, se encuentra el retablo mayor, el cual está hecho en madera tallada y a su vez dorada. Está dividido en tres cuerpos y cinco calles, delimitadas por columnas. La calle central es un poco más ancha que las lateral, y está delimitada por dobles columnas laterales.
La capilla dedicada a San Antonio es de estilo neogótico; aunque el estilo de dicha capilla rompe con el sencillo estilo colonial del templo, tiene en sí suficiente mérito artístico para borrar cualquiera mala impresión de las diferencias de estilo. Se comunica con el presbiterio por un amplio arco de medio punto. Cuatro ventanas de estilo neogótico iluminan su interior. Las paredes se encuentran estucadas, cuentan con varios colores, y presentan molduras de diversas formas. Del techo cuelgan dos lámparas de araña. Al final de la capilla se halla un nicho abovedado de estilo neogótico, el cual alberga la imagen de San Antonio; a simple vista da la sensación de que la imagen se pierde en el nicho, pues este es el doble en tamaño.